# Santiago dos Velhos
Santiago dos Velhos is een plaats (freguesia) in de Portugese gemeente Arruda dos Vinhos en telt 1 274 inwoners (2001).